# Tropea
Tropea ist eine italienische Gemeinde in der  kalabrischen Provinz Vibo Valentia. Sie hat 5797 Einwohner (Stand: 31. Dezember 2023) und liegt an der Küste des Tyrrhenisches Meers.

## Geografie
Der Ort liegt auf einem ungefähr vierzig Meter hohen Felsen am tyrrhenischen Meer. Von der Altstadt aus hat man einen guten Blick auf den feinsandigen, teilweise mit Felsen durchzogenen Strand und das Meer. Bei klarem Wetter reicht die Sicht bis zur Vulkaninsel Stromboli und den anderen liparischen Inseln. Unweit des Zentrums befindet sich die auf einem Felsen gelegene Wallfahrtskirche Santa Maria dell’Isola. Südlich von Tropea befindet sich der Aussichtspunkt Capo Vaticano.

## Geschichte

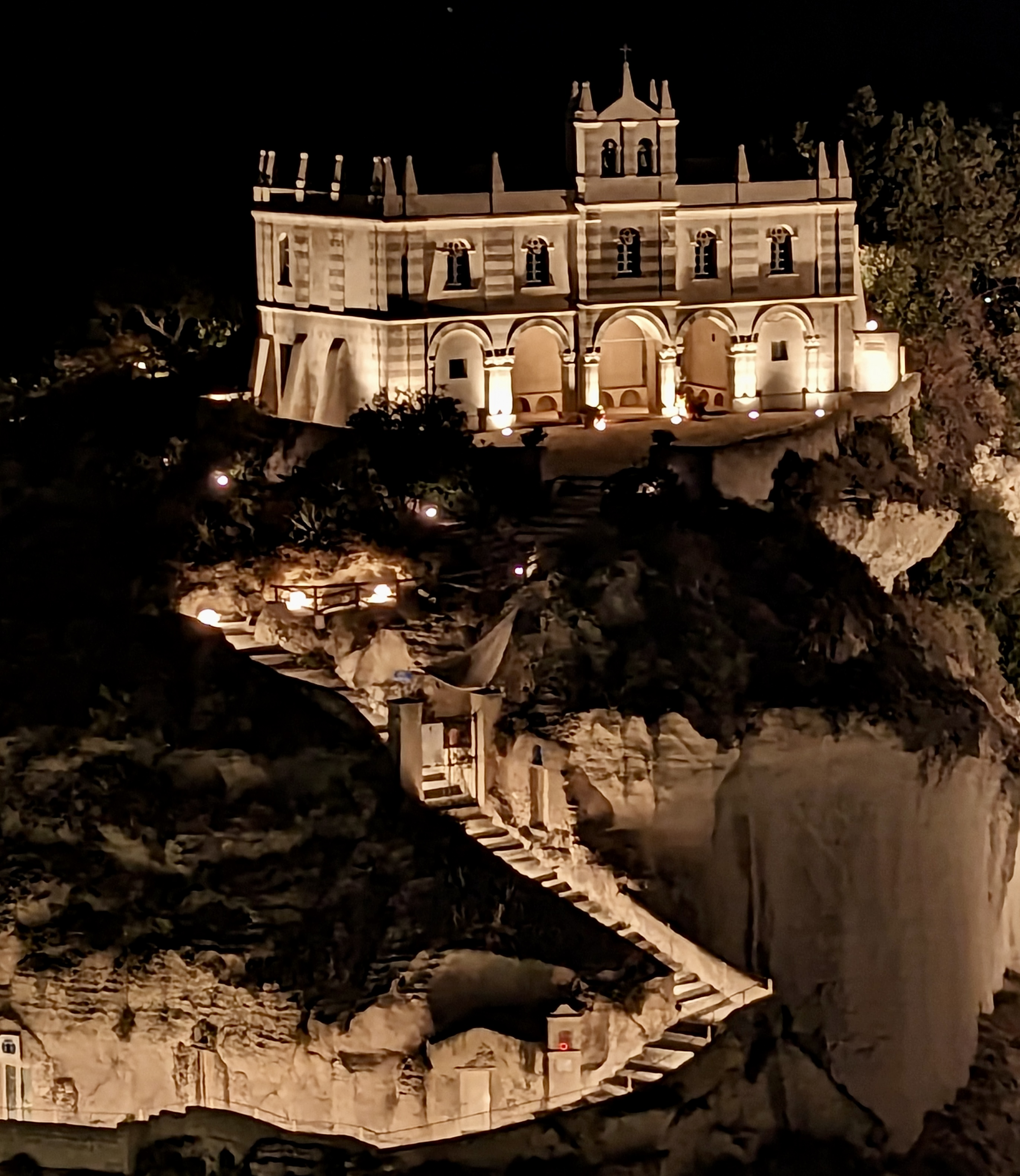
Die Kirche Santa Maria dell’Isola bei Nacht

Zum ersten Mal wurde Tropea im 1. Jahrhundert von Plinius dem Älteren erwähnt. Der Legende nach lautet der ursprüngliche Name „Herkuleshafen“, weil Herkules sich hier nach seinen Abenteuern zur Erholung niedergelassen haben soll. 
Seit dem 7. Jahrhundert war Tropea Sitz eines Bistums. Um 1000 entwickelte es sich zu einer wohlhabenden Ortschaft und wurde im Zuge des Feudalismus, begünstigt durch Steuer- und Verwaltungsfreiheit, von zahlreichen adeligen Familien bewohnt. 1094 wurde erstmals ein lateinischer Geistlicher Nachfolger der bis dahin griechischen Bischöfe; die Bevölkerung gehörte aber noch im 14. Jahrhundert in großer Zahl der griechischen Sprachgruppe an.
Im 13. Jahrhundert baute man Tropea zum Schutz gegen den Einfall von Sarazenen in seinen jetzigen Zustand um, thronend auf einem Felsen über dem Meer. Im Laufe der Jahrhunderte verursachten regelmäßige Erdbeben schwerwiegende Schäden in der Stadt, so dass die Einwohner nach jedem Beben die Stadt auf den Ruinen neu errichteten, wie es die archäologischen Ausgrabungen aus dem 19. Jahrhundert beweisen.
Im 19. Jahrhundert war Tropea ein reiches kommerzielles Zentrum und behielt bis 1806 seine Unabhängigkeit als Stadtstaat. Die Ankunft der Franzosen kennzeichnete den danach stattfindenden langen Zerfall der Stadt, der erst mit dem beginnenden Tourismus wieder rückgängig gemacht werden konnte.

## Tourismus

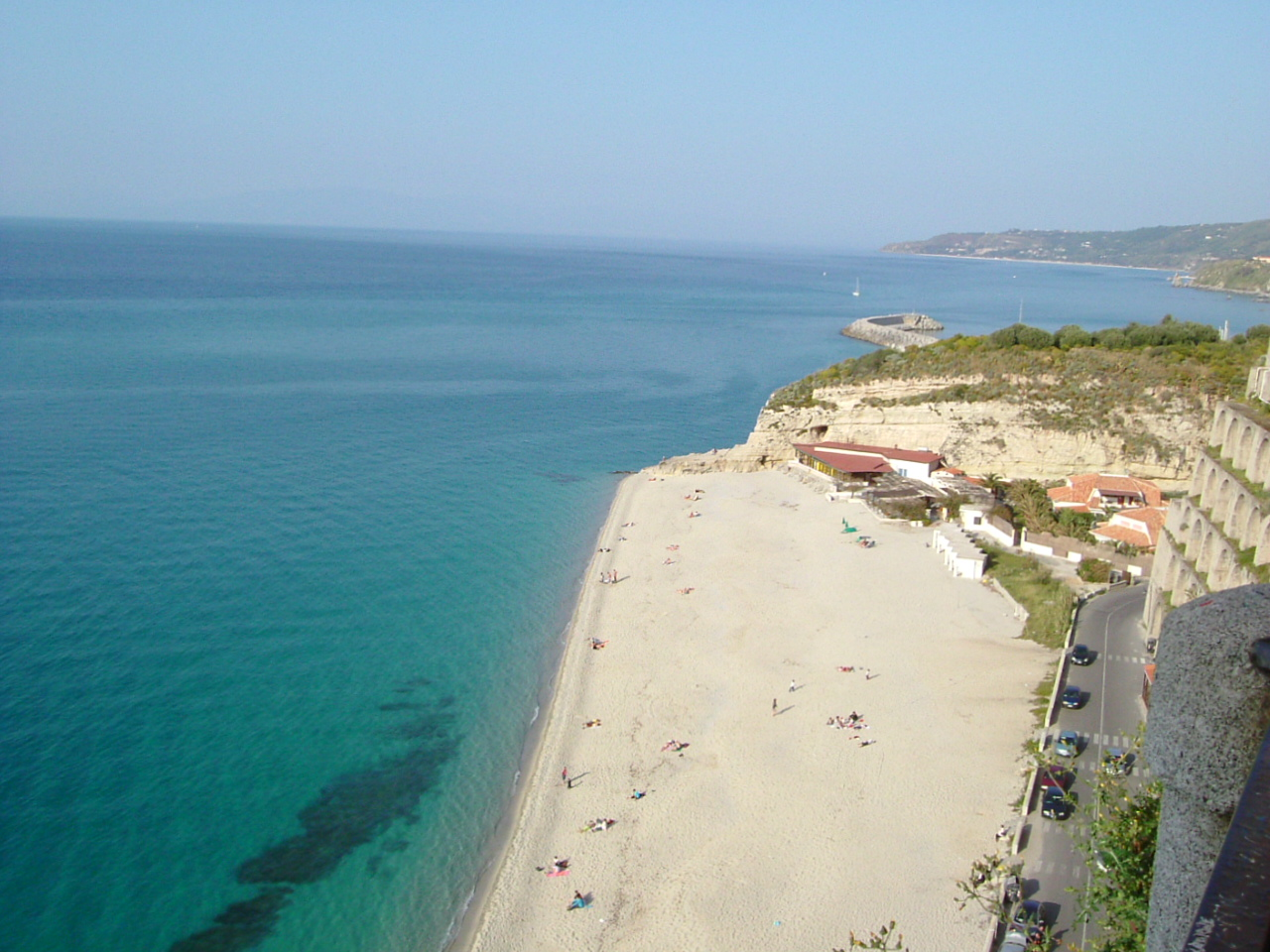
Strand von Tropea

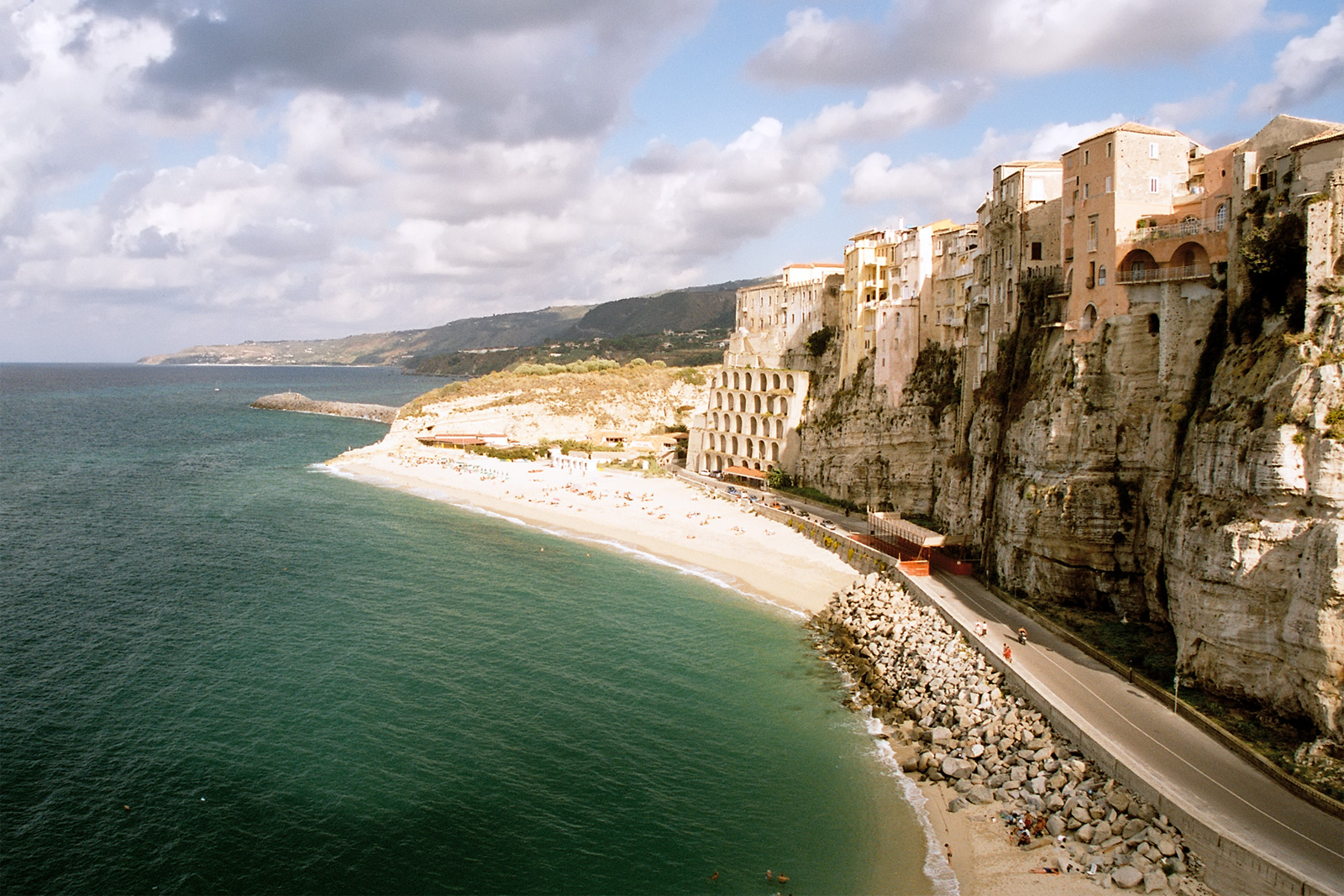
Klippen von Tropea

Tropea zählt wegen seiner Lage und der gut erhaltenen Altstadt zu den beliebtesten Urlaubszielen Kalabriens. Die Umgebung bietet viele kleine Buchten und weiße Sandstrände. Auch wurde, um Touristen anzuziehen, eine Vielfalt an Freizeit- und Unterhaltungsmöglichkeiten geschaffen.

## Kulinarische Spezialitäten
Tropea ist für seine roten Zwiebeln (cipolle rosse, auch cipolle di Tropea) bekannt, die besonders süß schmecken.

## Sehenswürdigkeiten
- die normannische Kathedrale von Tropea

## Persönlichkeiten
- Albert Anastasia (1902–1957), italo-amerikanischer Mafioso, in Tropea geboren.
- Pasquale Galluppi (1770–1846), italienischer Philosoph, in Tropea geboren.
- Vincenzo Lauro (1523–1592), Kardinal und Diplomat, in Tropea geboren.
- Francesco Massara (* 1965), römisch-katholischer Erzbischof von Camerino-San Severino Marche, in Tropea geboren.
- Gerhard Rohlfs (1892–1986), deutscher Romanist und Hochschullehrer, Ehrenbürger von Tropea.[3]

## Städtepartnerschaften
- Swenigorod, Russland, seit 2012